# Rocznik Gdyński
Rocznik Gdyński – rocznik ukazujący się od 1977 roku w Gdyni. Wydawcą jest Towarzystwo Miłośników Gdyni. Publikowane są w nim artykuły naukowe, recenzje, materiały dotyczące historii Gdyni. 

## Historia
Pismo wychodzi od 1977 roku, a wydawcą jest istniejące od 1976 roku Towarzystwo Miłośników Gdyni. 

## Redaktorzy naczelni
- Jerzy Miciński (tomy 1–11)[1]
- Danuta Nowicka (tomy 12–16)[1]

- Jacek Dworakowski (tomy 17-27)[1]
- Krzysztof Chalimoniuk (tomy 28-29)[1]